# Max Willems
 (février 2019).
Si vous disposez d'ouvrages ou d'articles de référence ou si vous connaissez des sites web de qualité traitant du thème abordé ici, merci de compléter l'article en donnant les références utiles à sa vérifiabilité et en les liant à la section « Notes et références ».
Pour les articles homonymes, voir Willems (homonymie).
Max Willems, né le 19 septembre 1999 à Bangkok,,, est un acteur néerlandais.

## Carrière
Max est né en 1999 d'un père néerlandais et d'une mère thaïlandaise.

## Filmographie

### Cinéma et téléfilms
- 2012 : Yoko : Le novize n°3
- 2017 : Cedar Sequoia International : Rico
- 2017 : De Spa (nl) : Jason V.
- 2017 : Let's Kick It : Monsieur Howell
- 2019 : College : Samson Durand